# Holly Grove
Holly Grove is een plaats (city) in de Amerikaanse staat Arkansas, en valt bestuurlijk gezien onder Monroe County.

## Demografie
Bij de volkstelling in 2000 werd het aantal inwoners vastgesteld op 722.
In 2006 is het aantal inwoners door het United States Census Bureau geschat op 622, een daling van 100 (-13,9%).

## Geografie
Volgens het United States Census Bureau beslaat de plaats een oppervlakte van
1,8 km², geheel bestaande uit land. Holly Grove ligt op ongeveer 50 m boven zeeniveau.

## Plaatsen in de nabije omgeving
De onderstaande figuur toont nabijgelegen plaatsen in een straal van 32 km rond Holly Grove.